# 上顎前突症
上顎前突症（じょうがくぜんとつしょう）は、オーバージェットが標準値を超えて大きい不正咬合の総称。上顎前突は、前歯のみが前突しているもの・上顎骨が下顎骨より相対的に前方に突き出たもの・機能的なものがある。大半が前歯の突出を伴う。一般的に「出っ歯」「反っ歯」といわれる原因である。

## 概要
健康面への影響もあるが、外見上のコンプレックスを持つ者も多い。上顎前突症の目安として、かみ合わせた際の上顎中切歯、下顎中切歯の水平距離（オーバージェット）が5mm以上といわれている。
健康への影響は個人差がある。前歯の突出によって唇が閉じにくいため口腔内が乾燥しやすく、歯周病や虫歯を誘発しやすくなる。顎のバランスが悪いため顎関節症にもなりやすい。また、頭痛や肩こりなどを引き起こしやすく、ストレスの原因にもなる。ただ、そういった症状が必ず出るとはいえず、歯並びがよければ必ずしも治療が必要な症状ではない。
アメリカなどでは外見、特に歯並びを重要視する立場から子供の成長期に矯正をさせる習慣が根付いている。日本では、上顎前突による前歯の突出に対してコンプレックスを抱いている人も多く、美容整形の観点から治療を受ける者も多い。

## 原因
先天的な原因としては遺伝的な要因、後天的な原因としては主に成長期でのおしゃぶり使用や指しゃぶりや爪噛み、口呼吸等の生活習慣によるもの、思春期の際の親知らずの萌出等が挙げられるが、一概にはわからない。遺伝的な要因としては顔面の骨格形態（上顎が大きい、下顎が小さい等）、歯の大きさなどが挙げられる。

## 治療
主に歯列矯正、または上顎骨の一部を切除する外科矯正によって解消する。歯列矯正は親知らずなどの抜歯を伴う事もある。